# كأس السوبر التونسي 2020–21
كأس السوبر التونسي 2020–21 هي النسخة السابعة عشر من بطولة كأس السوبر التونسي تحت تنظيم الجامعة التونسية لكرة القدم، من المقرر أن تلعب يوم 25 سبتمبر 2021 في الملعب الأولمبي برادس بين الترجي الرياضي التونسي بطل الرابطة التونسية المحترفة الأولى 2020–21 والنادي الرياضي الصفاقسي بطل كأس تونس 2020–21.

## التفاصيل

### ملعب المباراة
الملعب الأولمبي برادس هو ملعب وطني رياضي متعدد الاختصاصات يقع بالحي الأولمبي برادس بالضاحية الجنوبية لمدينة تونس. تم تم إنشاؤه عام 2001 لاحتضان الألعاب المتوسطية 2001. تتسع مدارجه المغطاة لـ 60.000 متفرج، وهو يمسح 13.000 م2، وهو يضم ميدانًا رئيسيًا و3 ملاعب فرعية وقاعتي إحماء وسبّورتين لامعتين ومنصة شرفية تتسع لـ 7.000 متفرج ومنصة صحفية بها 300 مكتب. تم تدشينه في جويلية 2001 باحتضان نهائي كأس تونس لكرة القدم بين النادي الرياضي لحمام الأنف والنجم الرياضي الساحلي (1-0). يلعب فيه النادي الإفريقي والترجي الرياضي التونسي أهم مبارياتهما من الرابطة التونسية المحترفة لكرة القدم، وهو أيضا الملعب الرسمي لمنتخب تونس لكرة القدم منذ عام 2001. احتضن الملعب الأولمبي برادس مباريات من كأس الأمم الأفريقية لكرة القدم 2004 التي تحصل عليها منتخب تونس لكرة القدم.

## الفرق
| الفريق                  | طريقة التأهل                                 | حضور سابق (الخط الغليظ يشير إلى بطل تلك النسخة)                   |
| ----------------------- | -------------------------------------------- | ----------------------------------------------------------------- |
| الترجي الرياضي التونسي  | بطل الرابطة التونسية المحترفة الأولى 2020–21 | 8 (1960، 1970، 1979، 1985، 1986، 1993، 2001، 2019، 2020، 2019–20) |
| النادي الرياضي الصفاقسي | بطل كأس تونس 2020–21                         | 1 (1995، 2020)                                                    |

## النقل التلفزي
| القناة               | المنطقة       |
| -------------------- | ------------- |
| الوطنية 1            | تونس          |
| قنوات الكأس الرياضية | العالم العربي |